# Casitas (Tumbes)
Casitas es un caserío peruano ubicado en el distrito de Casitas, perteneciente a la provincia de Contralmirante Villar del departamento de Tumbes, al norte del Perú. 

## Ubicación
Casitas se ubica al este de la provincia de Contralmirante Villar, en el distrito de Casitas, en el departamento de Tumbes.

## Demografía
En 2017 Casitas tenía una población de 155 habitantes.
| Gráfica de evolución demográfica de Casitas entre 1993 y 2017 |
|                                                               |
| Fuentes: Población 1993 y 2017                                |